# Рабенау (Саксония)
Рабенау (нем. Rabenau) — город в Германии, в земле Саксония. Подчинён земельной дирекции Дрезден. Входит в состав района Вайсериц. Население составляет 4457 человек (на 31 декабря 2010 года). Занимает площадь 30,72 км². Официальный код — 14 2 90 360.